# Lilli Palmer
Pour les articles homonymes, voir Palmer.
Lilli Palmer, née Lilli Marie Peiser le 24 mai 1914 à Poznań en Pologne alors occupé par l'Allemagne, et morte le 27 janvier 1986 à Los Angeles, est une actrice allemande, qui fut également artiste peintre et écrivain.

## Biographie

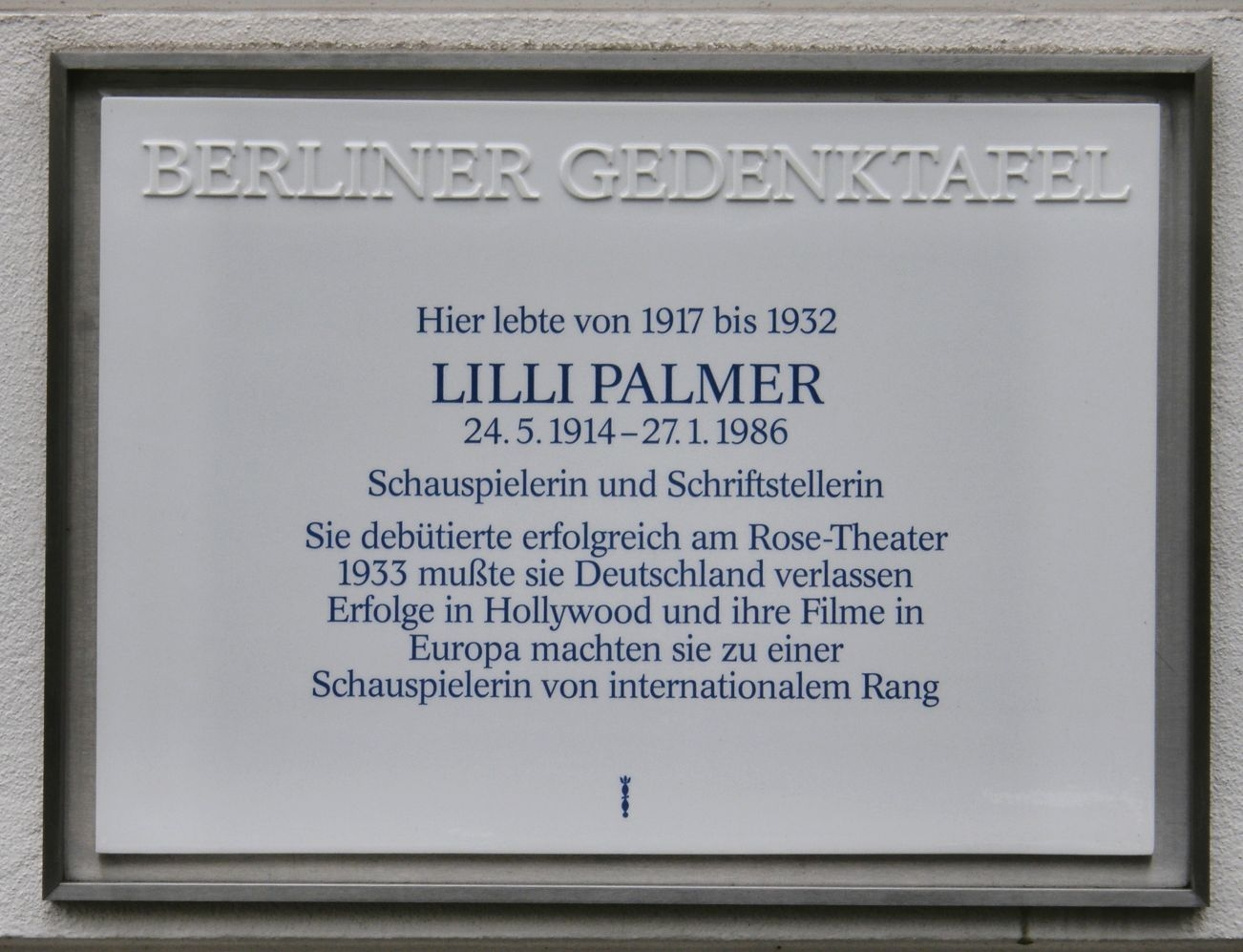
Plaque commémorative en hommage à Lilli Palmer devant la maison à Berlin-Westend où elle a habité entre 1917 et 1932.

Lilli Palmer est née à Poznań (alors occupée par l'Allemagne) en 1914,. Son père, Alfred Peiser, est médecin-chef et chirurgien à l'hôpital juif de Berlin et sa mère, Rose Lissmann, a été actrice de théâtre avant ses fiançailles. Lilli a une sœur aînée, l'actrice et chanteuse Irene Prador, et une sœur cadette, Hilde. Quand Lilli Palmer a quatre ans, sa famille s'installe dans la Hölderlinstraße 11 à Berlin-Westend, où une plaque commémorative orne aujourd'hui leur maison. ils y restent jusqu'en 1932. Voulant devenir actrice, même si son père l'encourageait plutôt à mener des études de médecine, elle effectue des études d'art dramatique. Elle quitte l'Allemagne en 1933, peu après l'arrivée au pouvoir des nazis. Elle avait échappé de peu à une arrestation par les autorités nazies locales lors d'une représentation à Darmstadt. Après une première éprouvante, Palmer est épargnée à la dernière minute lorsque les nazis apprennent la médaille de la Croix de fer de la Première Guerre mondiale gagnée par son père.
Après une première année à Paris, elle arrive en Angleterre en 1934. Elle obtient un premier contrat pour six films à la British Gaumont.  En 1936, elle joua un rôle secondaire dans Quatre de l'espionnage d'Alfred Hitchcock. Elle entame également une carrière théatrâle. En 1943, elle épouse l'acteur de théâtre Rex Harrison, dont elle a un fils en 1944. 
Ils émigrent aux États-Unis. Elle y joue entre autres aux côtés de Gary Cooper dans Cape et Poignard en 1946 et de John Garfield dans Sang et Or en 1947. 
En Amérique, Rex Harrison a une liaison  avec Carole Landis, qui se suicide en 1948. Après ce suicide, le scandale qui s'ensuit interrompt provisoirement la carrière hollywoodienne de Lilli Palmer. Le couple Harrison s'installe à New York, où il connaît le succès à Broadway, entre autres en jouant dans Bell, Book and Candle (Adorable Voisine), ou encore César et Cléopâtrede George Bernard Shaw en 1949. Ils se retrouvent ensuite à Hollywood pour le film The Four Poster sorti en 1952, qui vaut à Lilli Palmer la coupe Volpi de la meilleure actrice à Venise), mais ils ne forment plus qu'un couple de façade. 
En 1954, Lilli Palmer revient en Allemagne, où elle devient une star du cinéma d'après-guerre. Elle joue entre autres aux côtés de Curd Jürgens (Le Congrès s'amuse) et de Romy Schneider (Jeunes Filles en uniforme) et, en 1956, dans le rôle-titre d'Anastasia, la dernière fille du tsar, performance éclipsée par celle d'Ingrid Bergman la même année. L'actrice s'illustre aussi en France, notamment dans Les Amants de Montparnasse, encore appelé Montparnasse 19, de Jacques Becker avec Gérard Philipe, Le Rendez-vous de minuit de Roger Leenhardt et Le Grain de sable de Pierre Kast, ainsi qu'en Grande-Bretagne et aux États-Unis. Elle tourne notamment avec Clark Gable, James Mason, Jean Gabin, Fred Astaire, William Holden, Robert Taylor et Fernandel. Interprète de Bernard Shaw, Frederick Lonsdale, Somerset Maugham (Adorable Julia d'Alfred Weidenmann au côté de Charles Boyer et Jean Sorel), Julien Green, August Strindberg, Edgar Poe sur grand écran, d'Anne Boleyn (face à Harrison en Henri VIII) et de La Mégère apprivoisée (1956) face à Maurice Evans à la télévision, elle fut récompensée par de nombreux prix, notamment le Filmband in Gold et le Deutscher Filmpreis de la meilleure actrice en 1956 et 1957.
En 1956, Lilli Palmer et Rex Harrison divorcent. Lilli se remarie le 21 septembre 1957 avec l'écrivain et acteur argentin Carlos Thompson. 
En 1968 elle apparaît dans le film d'espionnage Les Filles du code secret avec Dirk Bogarde et dans Le Roi Œdipe en Jocaste face à Christopher Plummer. Puis elle passe de Roger Corman à Jean Delannoy. En 1972, elle travaille sur un film inachevé d'Orson Welles. En 1975 elle tient la vedette titre de Lotte in Weimar d'après Thomas Mann et participe à la distribution de Ces garçons qui venaient du Brésil qui comprend Laurence Olivier et Gregory Peck. 
En Allemagne, elle participe également à des téléfilms et à des séries télévisées tels que Der Kommissar, Inspecteur Derrick et Eine Frau bleibt eine Frau, dont elle écrit plusieurs scénarios sous le nom de son défunt grand-père. En 1985, elle figure encore dans le thriller Le Pacte Holcroft signé par John Frankenheimer. L'année suivante, celle de sa mort, elle interprète un rôle dans une superproduction historique américaine pour la télévision Pierre le Grand.
En 1974, elle fait paraître ses mémoires, Dicke Lilli - gutes Kind (Un Bon petit soldat, Paris, 1979),, un best-seller mondial. Elle publie ensuite Der roter Rabe en 1979 (Le Corbeau rouge, Paris, 1980), où elle raconte la relation entre elle-même, son compagnon et sa meilleure amie, puis Umarmen hat seine Zeit en 1981 (Les Rivages insolites, Paris 1982), Nachtmusik en 1984, Um eine Nasenlänge en 1984 (Dans l'ombre du bonheur, Paris, 1985), Eine Frau bleibt eine Frau en 1985 et Wenn der Nachtvogel schreit, qui paraitra après sa mort en 1988. Outre son activité d'écrivain, Lilli Palmer a été aussi une artiste-peintre lorsqu'elle s'est retirée en Suisse. 
Elle succombe à un cancer en 1986, à l'âge de 71 ans, à Los Angeles,.

## Filmographie

### Cinéma
- 1933 : Rivaux de la piste de Serge de Poligny
- 1935 : Crime Unlimited (en) de Ralph Ince : Natacha
- 1936 : Wolf's Clothing (en) d'Andrew Marton : Lydia
- 1936 : The First Offence d'Herbert Mason : Jeanette
- 1936 : Quatre de l'espionnage (Secret Agent) d'Alfred Hitchcock : Lilli
- 1937 : Sunset in Vienna (en) de Norman Walker (en) : Gelda
- 1937 : Good Morning, Boys de Marcel Varnel : Yvette
- 1937 : Command Performance de Sinclair Hill : Susan
- 1937 : The Great Barrier (en) de Geoffrey Barkas et Milton Rosmer : Lou
- 1938 : Crackerjack d'Albert de Courville : Baronne Von Haltz
- 1939 : A Girl Must Live de Carol Reed : Clytie Devine
- 1940 : Blind Folly de Reginald Denham : Valerie
- 1940 : The Door with Seven Locks de Norman Lee : June Lansdowne
- 1942 : Le Rocher du tonnerre (Thunder Rock) de Roy Boulting : Melanie Kurtz
- 1943 : Femmes en mission (The Gentle Sex) de Leslie Howard : Erna Debruski
- 1944 : English Without Tears d'Harold French : Brigid Knudsen
- 1945 : L'Honorable Monsieur Sans-Gêne (The Rake's Progress) de Sidney Gilliat : Rikki Krausner
- 1946 : Beware of Pity de Maurice Elvey : Baronne Edith de Kekesfalva
- 1946 : Cape et Poignard (Cloak and Dagger) de Fritz Lang : Gina
- 1947 : Sang et Or (Body and Soul) de Robert Rossen : Peg Born
- 1948 : Tisa mon amour (My Girl Tisa (en) d'Elliott Nugent : Tisa Kepes
- 1948 : La Vérité nue (No Minor Vices) de Lewis Milestone : April Ashwell
- 1949 : Hans le marin de François Villiers : Danielle, la gitane
- 1951 : L'assassin frappe à minuit (The Long Dark Hall) d'Anthony Bushell et Reginald Beck : Mary Groome
- 1952 : The Four Poster d'Irving Reis : Abby Edwards
- 1953 : Main Street to Broadway de Tay Garnett : elle-même
- 1954 : Feu d'artifice (Feuerwerk) de Kurt Hoffmann : Iduna
- 1956 : Le Diable en personne (Teufel in Seide) de Rolf Hansen : Melanie
- 1956 : Anastasia, la dernière fille du tsar de Falk Harnack : Anna Anderson
- 1956 : Zwischen Zeit und Ewigkeit d'Arthur Maria Rabenalt : Nina Bohlen
- 1957 : Der gläserne Turm (de) d'Harald Baum : Katja Fleming
- 1957 : Wie ein Sturmwind de Falk Harnack : Marianne Eichler
- 1958 : Eine Frau, die weiss, was sie will d'Arthur Maria Rabenalt : Julia Klöhn, Lehrerin & Angela Cavallini
- 1958 : Montparnasse 19 de Jacques Becker : Béatrice Hastings
- 1958 : Jeunes Filles en uniforme (Mädchen in Uniform) de Géza von Radványi : Elisabeth von Bernburg
- 1958 : La Vie à deux de Clément Duhour : Odette de Starenberg
- 1959 : But Not for Me de Walter Lang : Kathryn Ward
- 1960 : La Profession de Madame Warren (Frau Warrens Gewerbe) d'Ákos von Ráthonyi : Mrs. Warren
- 1960 : Les Conspiratrices (Conspiracy of Hearts) de Ralph Thomas : Mère Katharine
- 1961 : La Mystérieuse Madame Cheney (Frau Cheneys Ende) de Franz Joseph Wild : Mme Cheney
- 1961 : Le Rendez-vous de minuit de Roger Leenhardt : Eva / Anne Leuven
- 1961 : Mon séducteur de père (The Pleasure of His Company) de George Seaton : Katharine « Kate » Dougherty
- 1962 : Finden sie, daß Constanze sich richtig verhält? de Tom Pevsner (en) : Constanze Calonder
- 1962 : Leviathan de Léonard Keigel : Madame Éva Grosgeorges
- 1962 : Trahison sur commande (The Counterfeit Traitor) de George Seaton : Marianne Möllendorf
- 1962 : Adorable Julia (Julia, Du bist zauberhaft) d'Alfred Weidenmann : Julia Lambert
- 1963 : Le Grand Retour (Miracle of the White Stallions) d'Arthur Hiller : Vedena Podhajsky
- 1963 : Défi à Gibraltar (Beta Som) de Charles Frend et Bruno Vailati : Lygia da Silva
- 1963 : Les Amours difficiles (L'Amore difficile), segment Il serpente d'Alberto Bonucci : Hilde Brenner
- 1963 : Le Grand Jeu de l'amour (Das große Liebesspiel) d'Alfred Weidenmann : la comédienne
- 1964 : Le Grain de sable de Pierre Kast : Anna-Marie
- 1965 : Opération Crossbow (Operation Crossbow) de Michael Anderson : Frieda
- 1965 : Les Aventures amoureuses de Moll Flanders (The Amorous Adventures of Moll Flanders) de  Terence Young : Dutchy
- 1965 : Le Tonnerre de Dieu de Denys de La Patellière : Marie Brassac
- 1966 : Le congrès s'amuse (Der Kongreß amüsiert sich) de Géza von Radványi : la princesse de Metternich
- 1966 : Le Voyage du père de Denys de La Patellière : Isabelle Quantin
- 1967 : Duel à la vodka (Zwei Girls vom roten Stern) de Sammy Drechsel (en) : Olga Nikolaijewna
- 1967 : Le Valet de carreau (Jack of Diamonds) de Don Taylor : simple apparition
- 1967 : Danse macabre (Paarungen) de Michael Verhoeven : Alice
- 1968 : Les Filles du code secret (Sebastian) de David Greene : Elsa Shahn
- 1968 : Oedipus the King de Philip Saville : Jocasta
- 1968 : Mandat d'arrêt (Nobody Runs Forever) de Ralph Thomas : Sheila Quentin
- 1969 : La Résidence (La Residencia) de Narciso Ibáñez Serrador : Mme Fourneau
- 1969 : Hard Contract de S. Lee Pogostin : Adrianne
- 1969 : Le Divin Marquis de Sade de Cy Endfield et Roger Corman  : Mme. de Montreuil
- 1970 : La Peau de Torpédo de Jean Delannoy : Helen
- 1971 : Double Assassinat dans la rue Morgue (Murders in the Rue Morgue) de Gordon Hessler : Mrs. Charron
- 1972 : De l'autre côté du vent (The Other Side of the Wind) d'Orson Welles (inachevé)  : Zarah Valeska
- 1972 : Les Émotions d'un jeune voyeur (Diabólica malicia) d'Andrea Bianchi et James Kelley : Dr. Viorne
- 1974 : Lotte in Weimar d'Egon Günther : Lotte
- 1978 : Ces garçons qui venaient du Brésil (The Boys from Brazil) de Franklin Schaffner : Esther Lieberman
- 1982 : Feine Gesellschaft - beschränkte Haftung d'Ottokar Runze : Hilde
- 1985 : Le Pacte Holcroft de John Frankenheimer : Althene Holcroft

### Télévision
- 1938 : Moving Furniture
- 1938 : S-s-s-h! The Wife! : L'épouse
- 1938 : Bath H&C
- 1939 : Little Ladyship : Eve
- 1939 : Take Two Eggs
- 1939 : One Night, One Day... : Lilli
- 1949 : Suspense : Julia
- 1949 : The Ford Theater Hour
- 1950 : The Philco-Goodyear Television Playhouse : Molly Collicutt
- 1952 : Lux Video Theatre
- 1952 : Omnibus : Anne Boleyn
- 1953 : The Lilli Palmer Show : Animatrice (1951)
- 1953 : The United States Steel Hour : Mrs. Chrystal Weatherby
- 1954 : Four Star Playhouse : Stacey Lawrence
- 1956 : The Taming of the Shrew  : Katherina
- 1956 : Lilli Palmer Theatre  : Animatrice
- 1967 : The Diary of Anne Frank : Edith Frank
- 1970 : L'Obsession infernale (Hauser's Memory) : Anna Hauser
- 1971 : Der Kommissar : Hilde Larasser
- 1972 : Das Abenteuer eine Frau zu sein
- 1973 : Eine Frau bleibt eine Frau
- 1974 : Treffpunkt Herz : invitée
- 1974 : Inspecteur Derrick, saison 1, épisode 2 Johanna : Martha Balke/Johanna Jensen
- 1980 : Weekend  : Schauspielerin Judith Bliss
- 1980 : Kaninchen im Hut und andere Geschichten mit Martin Held
- 1981 : Kinder  : Mère
- 1983 : Imaginary Friends  : Ellen Pitblado
- 1984 : La croisière s'amuse (The Love Boat) : Lilly Marlowe
- 1986 : Pierre le Grand (Peter the Great) : Natalya